# Kwesi Browne
Kwesi Browne (* 31. Januar 1994 in Arima) ist ein Radsportler aus Trinidad und Tobago.

## Sportliche Laufbahn
2014 errang Kwesi Browne seine erste internationale Medaille, als er bei den Zentralamerika- und Karibikspielen Dritter im Keirin wurde. Bei der Panamerikameisterschaft im Keirin 2016 wurde er ebenfalls Dritter. Bei den panamerikanischen Meisterschaften 2016 errang er die Bronzemedaille im Keirin, im Sprint belegte er Platz vier. Anschließend startete er bei den beiden ersten Läufen des Bahnrad-Weltcups in Glasgow und Apeldoorn.
2017 errang Browne gemeinsam mit Njisane Phillip und Nicholas Paul bei den panamerikanischen Meisterschaften Silber im Teamsprint. Im Jahr darauf holten Browne, Phillip, Paul und Keron Bramble den Panamerikatitel in dieser Disziplin. Zudem gewannen sie den Teamsprint bei den Zentralamerika- und Karibikspielen, im Keirin belegte Browne Platz drei. Bei den Commonwealth Games 2018 in Australien belegte er gemeinsam mit Paul, Phillip und Keron Bramble im Teamsprint Platz sechs. In derselben Konstellation wurden die vier Fahrer aus Trinidad und Tobago 2018 vor heimischem Publikum im National Cycling Centre in Couva Panamerikameister und stellten mit 42,681 Sekunden einen neuen Amerika-Rekord auf. Das Quartett siegte ebenfalls bei den  Panamerikaspielen 2019.
Im Dezember 2019 wurde der Mannschaft von Trinidad und Tobago die Goldmedaille und Phillip die Silbermedaille der Panamerikaspiele 2019 aberkannt, da Philipp positiv auf Doping getestet worden war. Aufgrund dieser Entscheidung sanken die Chancen des Teams, sich für die Olympischen Spiele in Tokio zu qualifizieren. Daraufhin bestritten Browne und Phillip keine weiteren Wettbewerbe, und der kanadische Nationaltrainer Erin Hartwell verließ den Verband und wechselte nach China.
Kwesi Browne und sein Mannschaftskollege Nicholas Paul qualifizierten sich in Einzelwettbewerben für die Olympischen Spiele 2020 in Tokio. Sie bereiteten ihren Start in Tokio im World Cycling Centre im schweizerischen Aigle bei Trainer Craig MacLean vor. Browne belegte im Keirin Platz neun und im Sprint Platz 30.

## Erfolge
2014
- Zentralamerika- und Karibikspiele – Keirin

2016
- Panamerikameisterschaft – Keirin
- Meister von Trinidad und Tobago – Keirin, Sprint

2017
- Panamerikameisterschaft – Teamsprint (mit Njisane Phillip und Nicholas Paul)

2018
- Panamerikameister – Teamsprint (mit Njisane Phillip, Nicholas Paul und Keron Bramble)
- Zentralamerika- und Karibikspielesieger – Teamsprint (mit Njisane Phillip und Nicholas Paul)
- Zentralamerika- und Karibikspielesieger – Keirin

2019
- Panamerikaspielesieger – Teamsprint (mit Nicholas Paul, Njisane Phillip und Keron Bramble)

2022
- Panamerikameister – Teamsprint (mit Zion Pulido und Nicholas Paul)
- Karibischer Meister – Sprint, Keirin
- Meister von Trinidad und Tobago – Sprint, Keirin

2023
- Panamerikameisterschaft – Teamsprint (mit Zion Pulido, Quincy Alexander und Nicholas Paul)
- Zentralamerika- und Karibikspiele – Sprint
- Zentralamerika- und Karibikspiele – Teamsprint (mit Zion Pulido und Nicholas Paul)

2024
- Panamerikameisterschaft – Keirin